# Nyaho
Nyaho est un village du Cameroun, rattaché à la commune de Nyanon, situé dans le département de la Sanaga-Maritime et la région du Littoral, situé sur la route de Kikot vers Ndom, à 40 km de Ndom.

## Population et développement
En 1967, la population de Nyaho était de 343 habitants, essentiellement des Basso. La population de Nyaho était de 659 habitants dont 363 hommes et 296 femmes, lors du recensement de 2005.  